# Forat Negre (el Meüll)
El Forat Negre és un paratge del terme municipal Castell de Mur, al Pallars Jussà, a l'antic terme de Mur i territori del poble del Meüll.
Està situat al vessant nord de la Serra del Meüll, al sud-est del poble del mateix nom. Hi discorre el Camí de la Serra.